# Jesús Glück
Jesús Glück Sarasibar, denominado frecuentemente como Jesús Gluck, (Valencia, 16 de julio de 1941-Madrid, 24 de enero de 2018), fue un músico compositor, arreglista y director musical español del siglo xx. Conocido por haber realizado la música de películas del cine español como Solos en la madrugada (1978), El crack (1981) y El crack II, así como Tío Willy (1998) y Asignatura aprobada (1987), muchas de ellas vinculadas al director José Luis Garci, donde interviene como compositor pianista, o arreglador, de algunas de sus bandas sonoras. Como compositor trabaja para Raphael, José José, Rocío Jurado, Luis Miguel, Rosa Morena, Los Romeros de la Puebla, Cantores de Híspalis, José Vélez, Nydia Caro o Massiel. Era padre de la cantante experimental Virjinia Glück.

## Biografía
A los 15 años concluye su carrera en el Conservatorio de Música de Valencia. A los 17 años se doctora en virtuosismo del piano por el Real Conservatorio de Música de Madrid. Realiza estudios de ampliación en Alemania gracias a becas como la de la Fundación March, Santiago Lope y de la Diputación Provincial de Valencia. Se unió al grupo Los Bravos en 1968 tras el abandono de Peter Solley. Desde 2006 fue miembro de la Junta Directiva de la Academia de las Ciencias y las Artes de Televisión.

## Obra

### Bandas sonoras
Entre las diferentes bandas sonoras que realizó durante su carrera, la música de Jesús Glück destacó en las siguientes: 
- Tánger (2004)

- Sangre y arena (1989)
- Redondela (1986)
- Asignatura aprobada (1987)
- Sesión continua (1984)
- El crack II (1983)
- El crack (1981)
- Volver a empezar (1981)
- Solos en la madrugada (1978)
- La querida (1975)
- Volcán (1978)